# Donbasz Aréna
A Donbasz Aréna (ukránul: Донбас Арена, magyar átírásban: Donbasz Arena) használaton kívüli labdarúgó-stadion Doneckben, Ukrajnában. Az 50 ezer férőhelyes aréna a 2012-es labdarúgó-Európa-bajnokságra készült 300 millió eurós költségen. 2009. augusztus 29-én nyitották meg. Megnyitása után az ukrán labdarúgóliga első osztályában szereplő Sahtar Doneck használta. 2014 nyarán a kelet-ukrajnai háborúban több tüzérségi találat érte és komoly károkat szenvedett a létesítmény. Emiatt a Sahtar Doneck a székhelyét és az edzőközpontját Kijevbe költöztette. A csapat a hazai meccseit kezdetben a Lviv Arénában tartotta, majd 2017 elejétől a harkivi Metaliszt stadionban tartja.

## Tervezés és építkezés
Az építkezés 2006-ban vette kezdetét. A fővállalkozó az ENKA nevű török cég volt. A stadion 2009 nyarára készült el. Körülbelül 1600 (nagy részben török) szakember vett részt az építkezésben.
A stadiont az ArupSport tervezte, amely már számos híres stadiont tervezett. Ilyen stadion az Allianz Arena (München, Németország), az Etihad Stadion (Manchester, Anglia) és a Pekingi Nemzeti Stadion (Peking, Kína). Kivételes műszaki megoldás a „lebegő tető” hatás, ami olyan mint egy repülő csészealj.

## Átadás
A Donbasz Aréna elkészült a tervezett időpont előtt, de vártak a megnyitással augusztus 29-ig, az ukrán bányászat ünnepéig, azaz Doneck város ünnepéig. Doneck a Donyec-medencei bányászrégióban található, és ez a dátum ennek a tiszteletére lett kiválasztva. A stadion elsődleges bérlője a Sahtar Donyeck. 
A Sahtar első meccsét ebben a stadionban 2009. szeptember 27-én játszotta, amin 4-0-ra kiütötte az FK Obolony Kijivet az Ukrán labdarúgó-bajnokság 8. fordulójában.

## 2012-es labdarúgó Európa-bajnokság
A létesítményt 52 500 főre tervezték, ahol a 2012-es labdarúgó-Európa-bajnokság csoportmérkőzései közül három mérkőzés helyszínéül fog szolgálni. Az egyenes kiesése szakaszban az egyik negyeddöntőt és az egyik elődöntőt rendezik itt.
A következő mérkőzéseket rendezik a donecki stadionban:
| Dátum       | Időpont (CEST / EEST) | Pályaválasztó | Eredmény  | Vendég        | Forduló     | Nézők  |
| ----------- | --------------------- | ------------- | --------- | ------------- | ----------- | ------ |
| 2012.06.11. | 18.00 / 19.00         | Franciaország | 1:1       | Anglia        | D csoport   | 47 400 |
| 2012.06.15. | 18.00 / 19.00         | Ukrajna       | 0:2       | Franciaország | D csoport   | 48 000 |
| 2012.06.19. | 20.45 / 21.45         | Anglia        | 1:0       | Ukrajna       | D csoport   | 48 700 |
| 2012.06.24. | 20.45 / 21.45         | Spanyolország | 2:0       | Franciaország | Negyeddöntő | 47 000 |
| 2012.06.27. | 20.45 / 21.45         | Portugália    | 0:0 (2:4) | Spanyolország | Elődöntő    | 48 000 |

## A kelet-ukrajnai háború
A 2014-ben kitört kelet-ukrajnai háború miatt a stadiont nem használják. A Sahtar Doneck központja Kijevbe költözött, míg a csapat hazai mérkőzéseit Lvivben játsszák. A stadiont két alkalommal, 2014 augusztusában és októberében is tüzérségi támadás érte és megsérült.